# Buggyen

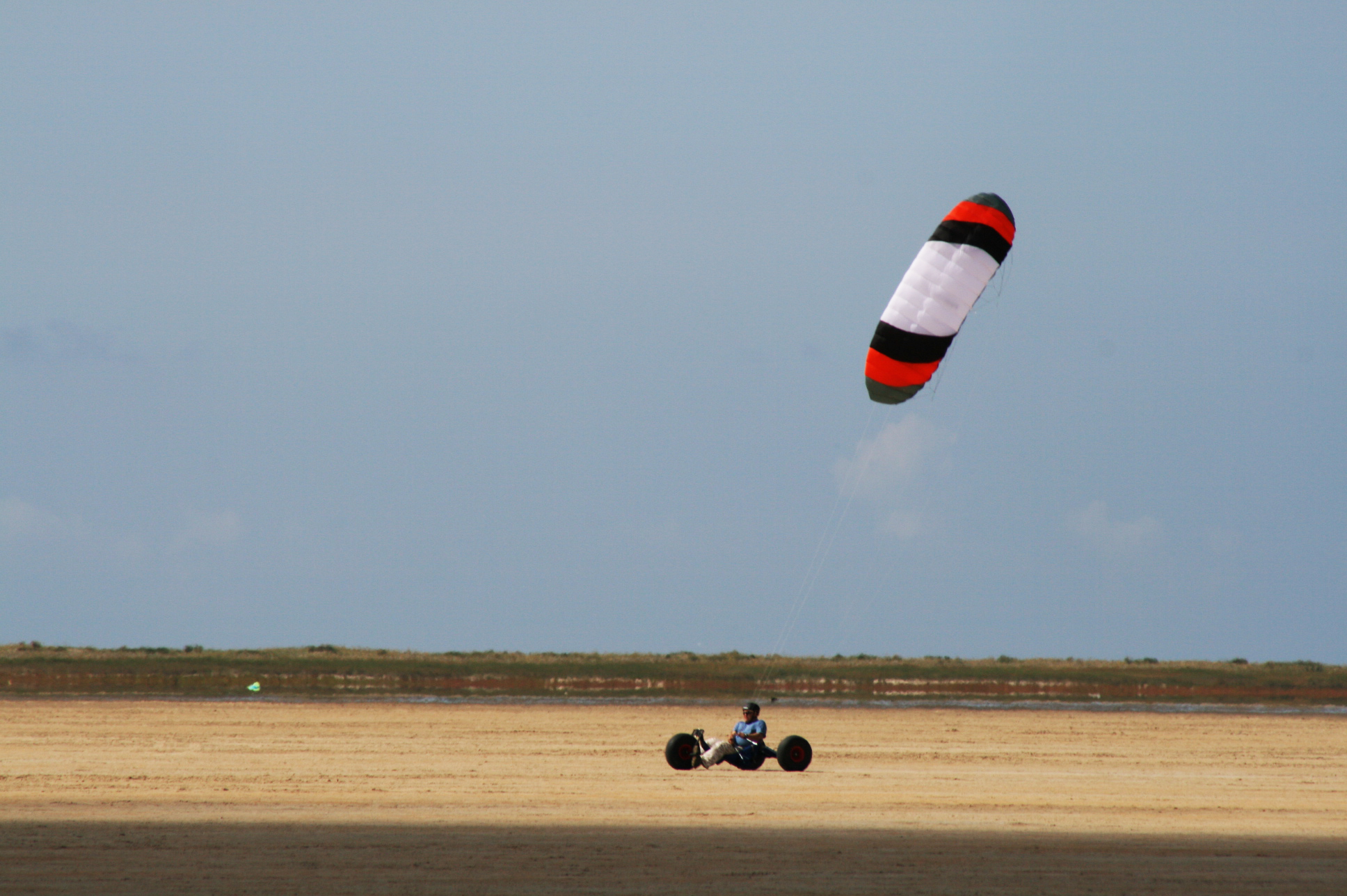
Buggyen

Buggyen (ook wel buggiën) is een sport waarbij met een wagen over een strand gereden wordt, voortgedreven door een vlieger. 

## Buggy's

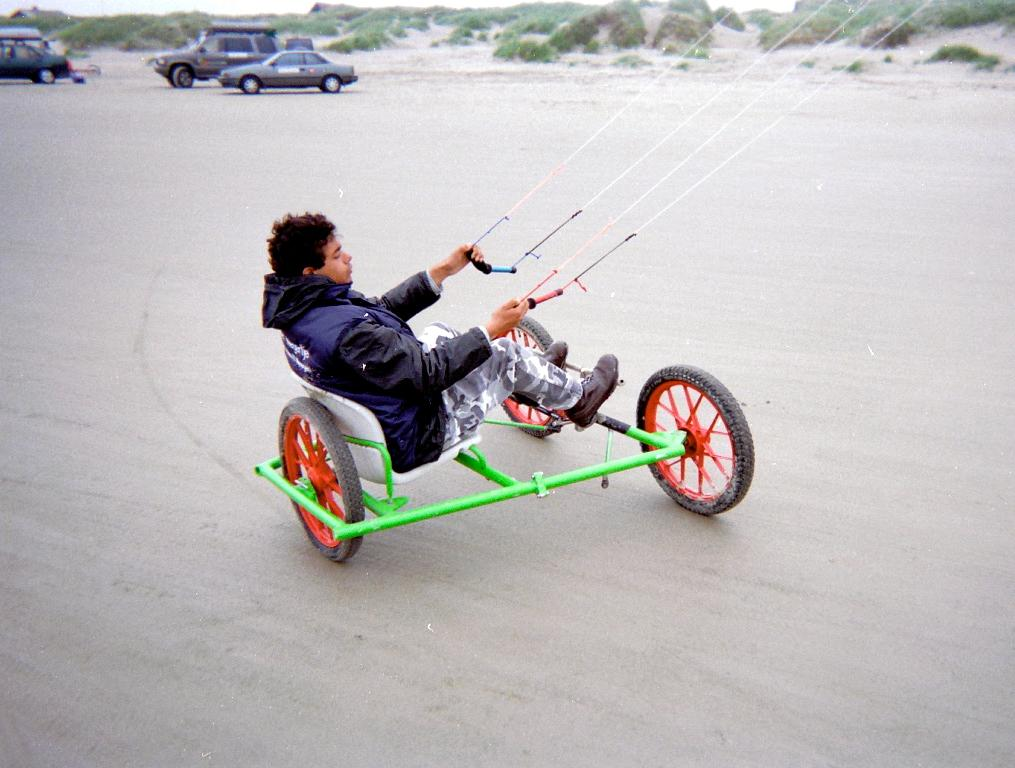
Buggy

### Trickbuggy
Een trickbuggy is een lichte en kleine buggy. Deze buggy's zijn meestal gemaakt van aluminium en rijden op kruiwagenwielen of zogenaamde midi's dit zijn banden die iets vierkanter zijn. De bedoeling is zo ver en hoog mogelijk te vliegen er kunnen met trickbuggy's afstanden van meer dan 20 meter worden overbrugd. Ze worden gecombineerd met een vlieger met veel opwaartse trekkracht. Trickbuggyen is vooral bekend in Engeland. 

### Racebuggy
Een racebuggy is een grote en zware buggy. De buggy's zijn meestal van roestvrij staal gemaakt en hebben bigfootbanden (dit zijn banden met ongeveer de grootte van een autoband) of schijfwielen (dit zijn heel smalle wielen). De buggy's hebben een brede achteras wat ervoor zorgt dat deze niet makkelijk kan omklappen. Een racebuggy heeft een breedte van ongeveer 180 cm. De buggy's kunnen snelheden halen van 120 km/h. Ze worden gebruikt in combinatie met een vlieger met zo veel mogelijk voorwaartse trekkracht en zo min mogelijk opwaartse trekkracht.

### Vlieger
Voor het buggyen zijn er drie soorten vliegers: de beginnersvliegers, de racevliegers, de springvliegers. 
- Beginnersvliegers hebben niet uitmuntend veel opwaartse of voorwaartse trekkracht.
- Racevliegers zijn vliegers die speciaal gemaakt zijn om zo hard mogelijk mee te rijden in de buggy. Het kenmerk van deze vlieger is een lage zijwaartse trekkracht en een lage opwaartse trekkracht de voorwaartse trekkracht is wel hoog bij deze vliegers. Dit komt door de hoge aspect ratio dat houdt in dat de vlieger erg breed is en niet erg hoog.
- Springvliegers zijn vliegers om mee te trickbuggyen. De kenmerken van deze vliegers zijn een hoge opwaartse trekkracht en een normale voorwaartse trekkracht.

## Kampioenschappen
Om de twee jaar worden er wereldkampioenschappen of Europese kampioenschappen gehouden. Voor 2020 staan de Europese kampioenschappen gepland op het het strand van Les Hemmes in Noord Frankrijk. (net boven Calais).

## Sportfederatie
De officiële Nederlandse kitebuggy vereniging,Buggy Club Holland (BCH), behartigt de belangen van de sport en organiseert evenementen en wedstrijden in Nederland. In Duitsland is dit GPA, in Frankrijk FFCV, in England PKA en in Denemarken DPK. 